# Wieder geil!
Wieder geil! — четвертий студійний альбом, німецького металкор гурту We Butter The Bread With Butter

## Треклист
Автор музики і слів We Butter the Bread with Butter. 
| #     | Назва                         | Тривалість |
| ----- | ----------------------------- | ---------- |
| 1.    | «Ich mach was mit Medien»     | 3:05       |
| 2.    | «Exorzist»                    | 4:04       |
| 3.    | «Anarchy»                     | 4:01       |
| 4.    | «Berlin, Berlin!»             | 3:59       |
| 5.    | «Bang Bang Bang»              | 2:26       |
| 6.    | «Gib mir Mehr»                | 4:13       |
| 7.    | «Rockstar»                    | 3:30       |
| 8.    | «Thug Life»                   | 3:03       |
| 9.    | «Warum lieben wir nicht Mehr» | 4:06       |
| 10.   | «Zombiebitch»                 | 3:29       |
| 35:56 |                               |            |

## Учасники запису та виробництво

### We Butter the Bread with Butter
- Paul Bartzsch – вокал
- Marcel Neumann – гітара, клавішні, музичне програмування
- Maximilian Saux – бас-гітара
- Can Özgünsür – ударні

### Запрошені музиканти
- Daniel Haniß – синтезатор

### Виробництво
- Marcel Neumann – виробництво, звукозапис
- Daniel Haniß – зведення
- Aljoscha Sieg – зведення та мастеринг

### Обкладинка та дизайн
- Paul Bartzsch – обкладинка
- Martin E. Landsmann – фото

### Студія
- Karma Recordings

## Рейтинги
| Чарти                              | Найвища позиція |
| ---------------------------------- | --------------- |
| German Albums (Offizielle Top 100) | 31              |
| US World Albums (Billboard)        | 9               |